# Шарре-сюр-Сен
Шарре́-сюр-Сен (фр. Charrey-sur-Seine) — коммуна во Франции, находится в регионе Бургундия. Департамент коммуны — Кот-д’Ор. Входит в состав кантона Шатийон-сюр-Сен. Округ коммуны — Монбар.
Код INSEE коммуны — 21149.

## Население
Население коммуны на 2010 год составляло 166 человек.
| 1962 | 1968 | 1975 | 1982 | 1990 | 1999 | 2010 |
| ---- | ---- | ---- | ---- | ---- | ---- | ---- |
| 201  | 193  | 211  | 190  | 154  | 139  | 166  |

## Экономика
В 2010 году среди 102 человек трудоспособного возраста (15—64 лет) 65 были экономически активными, 37 — неактивными (показатель активности — 63,7 %, в 1999 году было 72,2 %). Из 65 активных жителей работали 60 человек (26 мужчин и 34 женщины), безработных было 5 (3 мужчин и 2 женщины). Среди 37 неактивных 5 человек были учениками или студентами, 22 — пенсионерами, 10 были неактивными по другим причинам.